# Poppyseed
Poppyseed, in der Literatur auch P(p)oppy seed, wird zu den kleinsten Längenmaßen im Angloamerikanischen Maßsystem gerechnet. Das Maß leitet sich vom Mohnsamen ab. Die Haarbreite wurde der Line/Linie gleichgesetzt.
Eine Maßkette sieht etwa so aus:
- 12 menschliche Haarebreiten = 1 Poppyseed/Mohnsamen
  - 4 Poppyseeds = 1 Barleycorn/Gerstenkorn
    - 3 Barleycorns (längs) = 1 Inch/Zoll
      - 12 Zoll = 1 Fuß
        - 3 Fuß = 1 Yard

In praktischen Längen gerechnet:
- 1 Poppyseed = 1 Line = 0,00212 Meter = 0,00694 Fuß (US) = ¼ Barleycorn (selten 1/5) = 1/12 Inch
  - 1 Barleycorn = 0,00847 Meter = 0,0278 Fuß (US) = 1/3 Inch